# Torneo SANZAR/UAR M21 de 1999
El Torneo SANZAR/UAR M21 de 1999 se disputó en Argentina y fue la quinta edición del torneo en categoría M21.

## Posiciones

### Grupo A
| Pos. | Equipo        | Encuentros | Encuentros | Encuentros | Encuentros | Tantos  | Tantos    | Tantos     | Puntos Totales |
| Pos. | Equipo        | jugados    | ganados    | empatados  | perdidos   | a favor | en contra | diferencia | Puntos Totales |
| ---- | ------------- | ---------- | ---------- | ---------- | ---------- | ------- | --------- | ---------- | -------------- |
| 1    | Nueva Zelanda | 3          | 3          | 0          | 0          | 82      | 46        | +36        | 14             |
| 2    | Francia       | 3          | 2          | 0          | 1          | 68      | 69        | -1         | 8              |
| 3    | Irlanda       | 3          | 0          | 0          | 3          | 37      | 41        | -4         | 5              |
| 4    | Argentina     | 3          | 0          | 0          | 3          | 42      | 73        | -31        | 1              |

#### Resultados
| 17 de julio | Argentina | 21 - 36 | Nueva Zelanda |  |  |

| 17 de julio | Francia | 24 - 19 | Irlanda |  |  |

| 20 de julio | Argentina | 3 - 12 | Irlanda |  |  |

| 20 de julio | Francia | 19 - 32 | Nueva Zelanda |  |  |

| 23 de julio | Argentina | 18 - 25 | Francia |  |  |

| 23 de julio | Nueva Zelanda | 14 - 6 | Irlanda |  |  |

### Grupo B
| Pos. | Equipo     | Encuentros | Encuentros | Encuentros | Encuentros | Tantos  | Tantos    | Tantos     | Puntos Totales |
| Pos. | Equipo     | jugados    | ganados    | empatados  | perdidos   | a favor | en contra | diferencia | Puntos Totales |
| ---- | ---------- | ---------- | ---------- | ---------- | ---------- | ------- | --------- | ---------- | -------------- |
| 1    | Sudáfrica  | 3          | 3          | 0          | 0          | 107     | 26        | +81        | 14             |
| 2    | Australia  | 3          | 2          | 0          | 1          | 67      | 45        | +22        | 8              |
| 3    | Inglaterra | 3          | 1          | 0          | 2          | 41      | 69        | -28        | 4              |
| 4    | Gales      | 3          | 0          | 0          | 3          | 26      | 101       | -75        | 0              |

#### Resultados
| 17 de julio | Australia | 27 - 11 | Inglaterra |  |  |

| 17 de julio | Sudáfrica | 48 - 9 | Gales |  |  |

| 20 de julio | Inglaterra | 5 - 39 | Sudáfrica |  |  |

| 20 de julio | Gales | 14 - 28 | Australia |  |  |

| 23 de julio | Australia | 12 - 20 | Sudáfrica |  |  |

| 23 de julio | Gales | 3 - 25 | Inglaterra |  |  |

### Semifinales 5° al 8° puesto
| 27 de julio | Argentina | 35 - 45 | Inglaterra |  |  |

| 27 de julio | Irlanda | 19 - 23 | Gales |  |  |

### Semifinales Campeonato
| 27 de julio | Sudáfrica | 0 - 0 | Francia |  |  |

| 27 de julio | Nueva Zelanda | 36 - 25 | Australia |  |  |

### Séptimo puesto
| 31 de julio | Argentina | 30 - 22 | Irlanda |  |  |

### Quinto puesto
| 31 de julio | Inglaterra | 17 - 19 | Gales |  |  |

### Tercer puesto
| 31 de julio | Australia | 38 - 21 | Francia |  |  |

### Final
| 31 de julio | Sudáfrica | 27 - 25 | Nueva Zelanda |  |  |

| Bandera de Sudáfrica |
| Campeón Sudáfrica    |
| Primer título        |